# بورتون كرين
بورتون كرين (بالإنجليزية: Burton Crane) هو صحفي أمريكي، ولد في 23 يناير 1901، وتوفي في 3 فبراير 1963.

## وصلات خارجية
- بورتون كرين على موقع ميوزك برينز (الإنجليزية)